# Аксёнов, Леонид Дмитриевич
Леонид Дмитриевич Аксёнов (9 июня 1876, Торопец, Псковская губерния — 19 августа 1937, Москва) — российский чиновник и церковный деятель, действительный статский советник.

## Биография
Родился в купеческой семье. Оставался холост.
Окончил юридический факультет Юрьевского университета, оставлен для подготовки к профессорскому званию (1902).
Младший кандидат на должности по судебному ведомству при Рижском окружном суде (1903), коллежский секретарь, чиновник в канцелярии (1904) и младший помощник (1906) обер-секретаря общего собрания и соединённого присутствия 1-го и кассационных департаментов Правительствующего сената.
Делопроизводитель (1908), затем чиновник особых поручений V класса в Отделе земского хозяйства (1912) Главного управления по делам местного хозяйства МВД, член Совета по делам отчуждения недвижимости (1910) и Комиссии по исправлению богослужебных книг, коллежский советник (1912).
Член Совета министра путей сообщения, статский советник (1915), действительный статский советник, юрисконсульт управления Владикавказской ж. д., делегат Всероссийского съезда ученого монашества (1917). Награждён орденом Святого Станислава 3-й степени.
В 1918 году член Поместного Собора Православной Российской Церкви по избранию от Псковской епархии как заместитель Н. Ф. Соколова, участвовал в 3-й сессии, член IV, VII, XXIII отделов.
С 1918 года член епархиального совета при митрополите Вениамине (Казанском) и Александро-Невского братства, преподаватель в петроградских школах и институте имени Толмачёва.
В 1922 году член правления Общества церковных приходов и Спасского братства, руководитель «Никольского содружества», арестован за «сопротивление изъятию церковных ценностей», вскоре освобождён.
В 1923 году регент хоров в единоверческом храме Сретения Господня на Волковском кладбище и храме святителя Петра, митрополита Московского, на подворье Свято-Троицкого Творожковского женского монастыря, арендатор государственного фитильно-свечного завода «Красное пламя» (бывшего епархиального свечного) в Петрограде.
В 1924 году за «контрреволюционную деятельность» приговорен к 3 годам заключения в Соловецкий лагерь особого назначения.
С 1927 года жил в городе Любань Ленинградской области. Составил каталог архиереев, ближайший помощник митрополита Сергия (Страгородского).
В 1933 году вернулся в Ленинград.
В 1934 году за оказание материальной помощи репрессированному духовенству и «нелегальную пересылку за границу клеветнической информации о положении в СССР» приговорён к 2 годам ИТЛ, на следствии никого не выдал.
С 1936 года жил в городе Сольцы Новгородской области, участвовал в подготовке избрания патриарха.
Арестован 5 июня 1937 г. Расстрелян по приговору Военной коллегии Верховного суда СССР как член «антисоветской террористической фашистской организации». После кремации прах захоронен на Донском кладбище в Москве.